# Aloe barberae
Aloe barberae (укр. Алое Барбер) — сукулентна рослина роду алое.

## Назва
Це алое було відомим як «Aloe bainesii» протягом тривалого часу, але ім'я «Aloe barberae» було опубліковано трохи раніше для тієї ж рослини, і вважається дійсним ім'ям. Видова назва дана на честь Мері Елізабет Барбер (уроджена Баукер), (1818—1899), англійської письменниці, художниці і натураліста, чиї батьки емігрували до Південної Африки в 1820 році. Вона була одним з перших колекціонерів рослин в Південній Африці і ввела ці рослини в британському садівництві.

## Систематика
У 2013 році систематики виділили з роду алое 7 видів деревоподібних рослин до нового роду Aloidendron (A.Berger) Klopper & Gideon F.Sm., серед них і Aloe barberae, що стало розглядатися як синонім Aloidendron barberae (Dyer) Klopper & Gideon F.Sm.

## Морфологічні ознаки

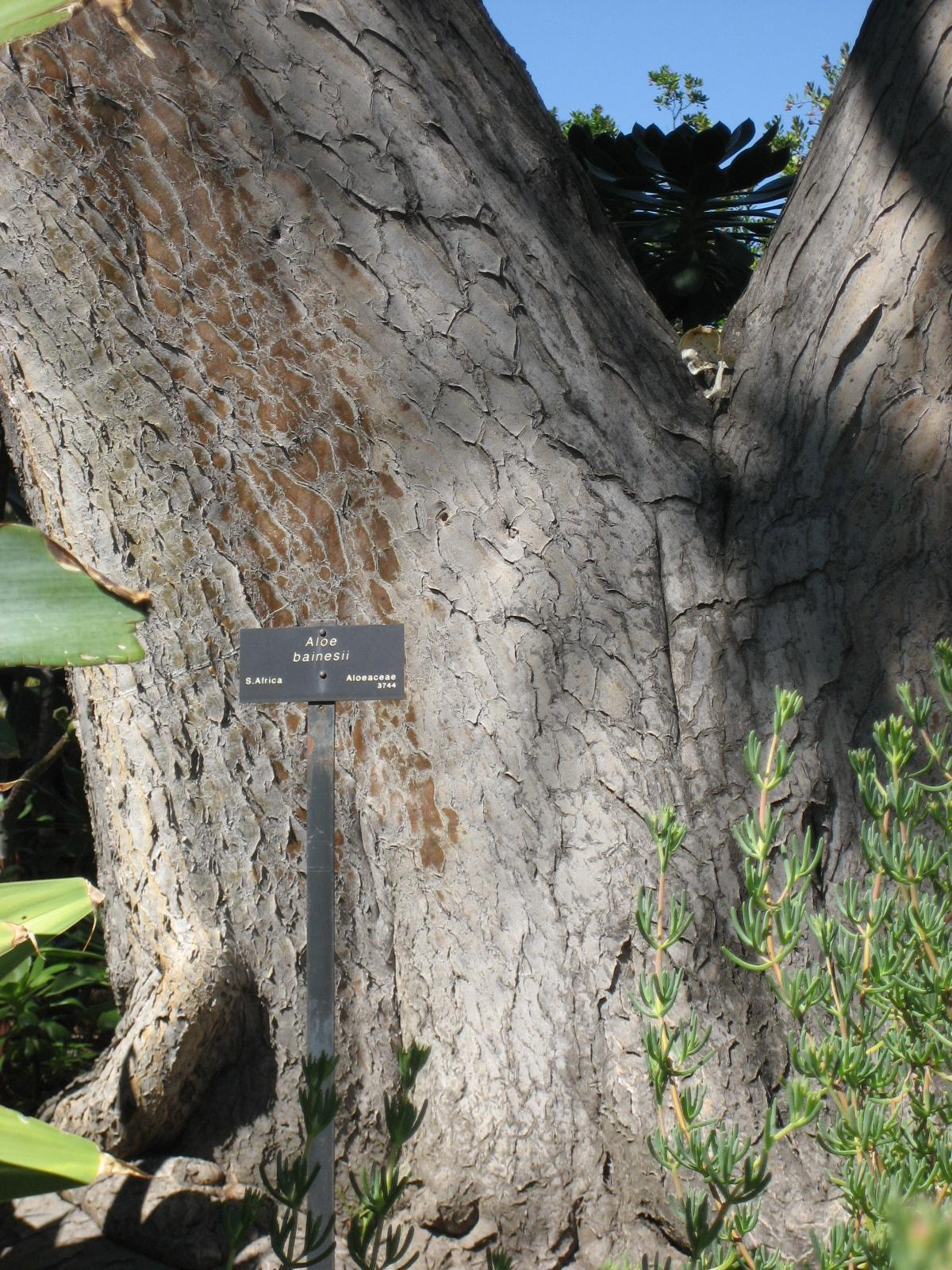
Стовбур Aloe barberae

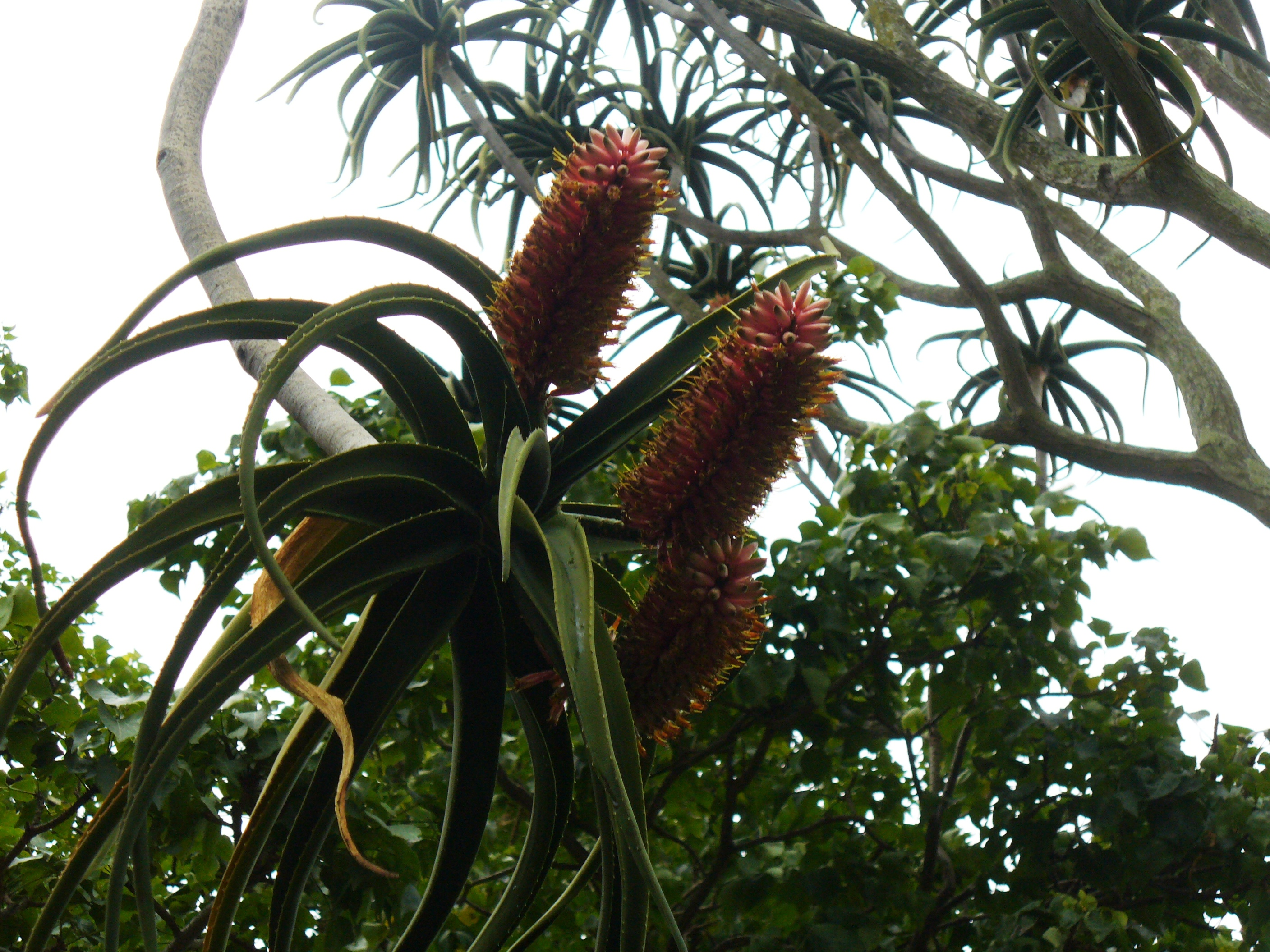
Квіти Aloe barberae

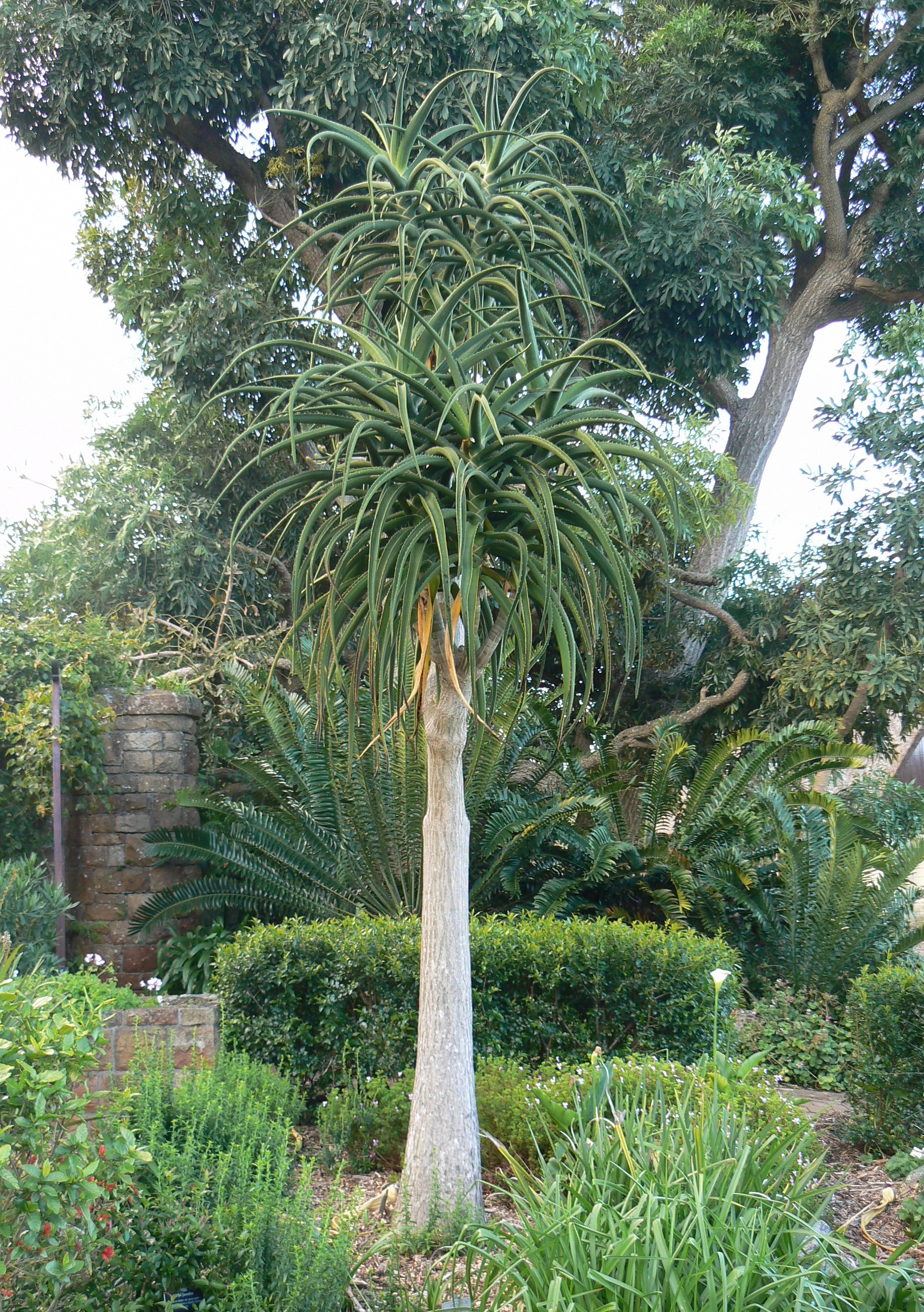
Aloe barberae дуже декоративне

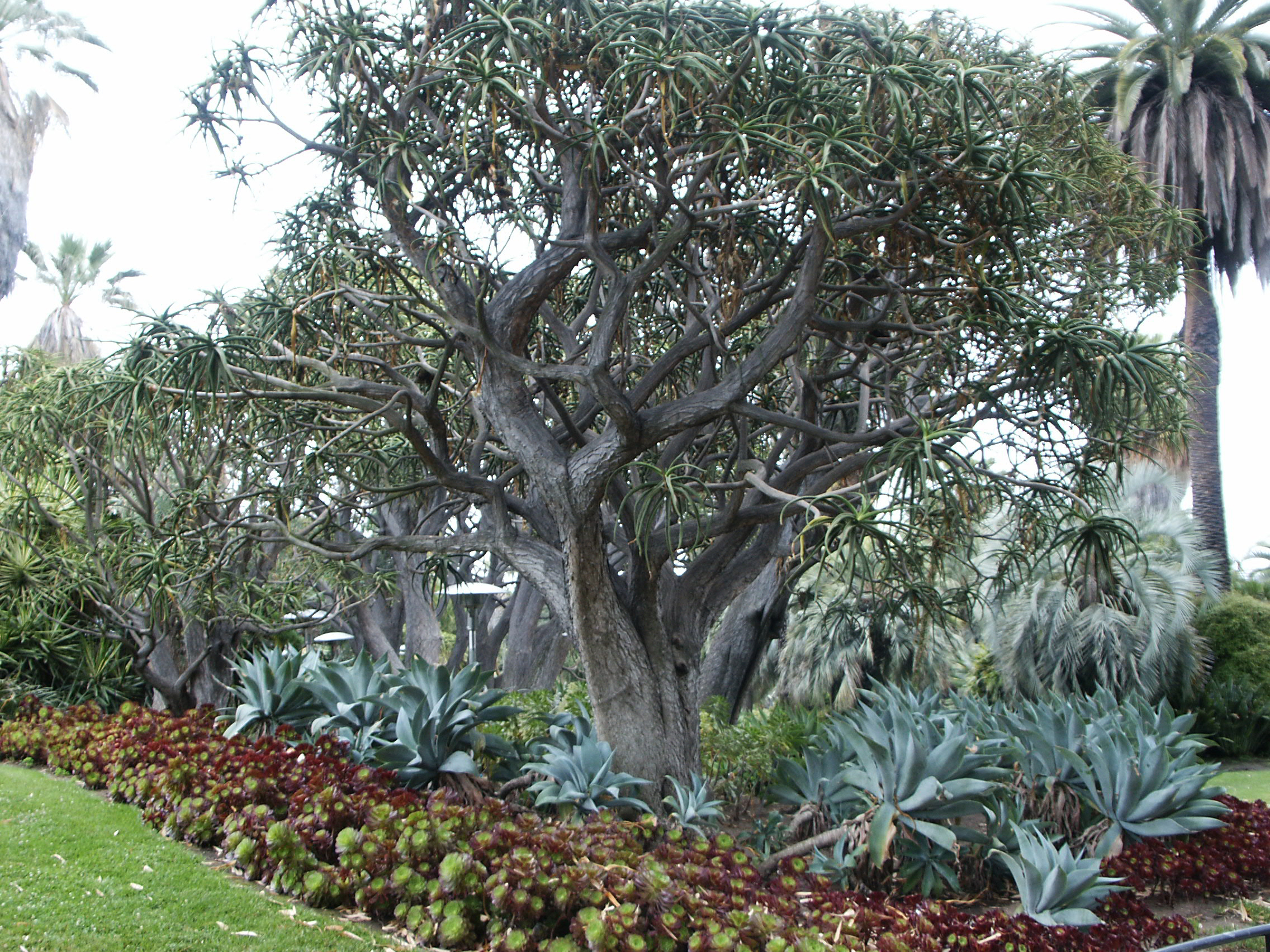
Aloe barberae та Agave attenuata у Гантінгтонському ботанічному саду

Aloe barberae є найбільшим і найвищим з усіх деревоподібних алое. Це досить струнка розлога деревоподібна рослина висотою 10-18 м при товщині стовбура у ґрунті до 2-3 м в діаметрі. Стовбури у них гладкі, розгалужені. На верхівках гілок утворюються розетки темно-зелених зігнутого листя завдовжки до 60-90 см. В розетках щорічно з'являються щільні китиці квіток, на квітконосі до 50 китиць. Квіти, залежно від різновидів, можуть бути жовтого, лососево-рожевого, червоного або оранжевого кольору.

## Місця зростання
Зростає в Капській провінції та в Південно-Східній Африці (Мозамбік, Свазиленд) в густих чагарникових заростях і невисоких лісах по схилах гір і пагорбів. Росте як у вологих прибережних районах, так і в сухих внутрішніх областях на кам'янистих схилах на висоті до 2000 м над рівнем моря.

## Охоронні заходи
Під назвою Aloe bainesii Dyer вид включений до додатку II конвенції про міжнародну торгівлю видами дикої фауни і флори, що перебувають під загрозою зникнення (CITES).
Під назвою Aloidendron barberae (Dyer) Klopper & Gideon.F.Sm. вид включений до Червоного списку південноафриканських рослин (англ. Red List of South African Plants).

## Утримання та використання
Це алое нагадує пальму. Aloe barberae дуже декоративне, його часто вирощують у парках і садах. Є природні гібриди. У культурі в Європі з початку XVIII століття. Потребує сонячного місця, або легкої тіні, помірного поливу влітку і невеликого взимку. Розмножується насінням. Лікарська рослина.